# Rita de Cássia
Santa Rita de Cássia, O.S.A, nascida Margherita Ferri Lotti (Roccaporena, 1381 – Cássia, 22 de maio de 1457), foi uma freira agostiniana da diocese de Espoleto, Itália. Foi beatificada em 1627 e canonizada em 1900 pela Igreja Católica. Após a morte de seu marido, ela se juntou a uma pequena comunidade de freiras, que mais tarde se tornaram agostinianas, onde era conhecida tanto por praticar a mortificação da carne, quanto pela eficácia de suas orações. Vários milagres são atribuídos à sua intercessão, e ela é frequentemente retratada com uma ferida sangrando na testa, o que se entende indicar um estigma .
O Papa Leão XIII canonizou Rita em 24 de maio de 1900. Sua festa é celebrada em 22 de maio. Na cerimônia de sua canonização, ela recebeu o título de "Padroeira das Causas Impossíveis". Em muitos países católicos, Rita também passou a ser conhecida como padroeira das vítimas de abuso, dos casais em dificuldades matrimoniais, das viúvas e dos doentes. Seus restos mortais repousam na Basílica de Santa Rita de Cássia em Cássia, na Úmbria, Itália.
Foi uma pessoa de muita fé e que  salvou da peste o cunhado apenas pela oração. Seu marido foi assassinado e seus filhos desejaram vingar-se de sua morte, mas Rita disse que preferiria ver morrer seus filhos a ver "o derramar de mais sangue".

## História

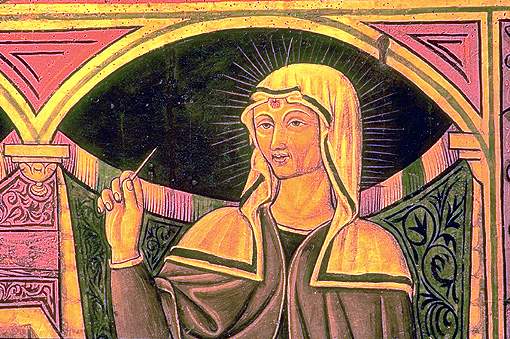
Imagem medieval de Santa Rita de Cássia, a mais antiga a representar uma santa. Pintura dos meados do século XV.

Santa Rita de Cássia, filha de Antonio Lotti e Amata Ferri Lotti nasceu em Roccaporena em 1381, vivendo e morrendo no período da Idade Média Tardia. Desde criança, a santa demonstrava seu desejo de viver uma vida em Cristo, acreditava no Amor pela Sagrada Família e, por isso, almejava constituir uma família. Seu pai, um juiz de paz, arrumou um casamento entre classes para a filha. No entanto, a moça acreditava que deveria casar por amor .
Conheceu no mercado um homem que salvou uma criança. Dias mais tarde o encontrou na casa de sua amiga Mancini e o reconheceu: era Paulo. Paulo também se apaixonou por ela, contudo era filho de Ferdinando Mancini — um dos cavaleiros mais ricos e poderosos da região — que gostaria que seus filhos fizessem casamentos que favorecessem os negócios da família. Ela pediu a intercessão de Jesus, que seu amor fosse possível. Esse é o primeiro milagre: Santa Rita e Paulo casaram-se, mesmo vindo de classes distintas. Do casamento entre Rita e Paulo nasceram dois filhos gêmeos: Giangiacomo Antonio e Paulo Maria.
Em outra versão, o casamento entre Rita e Paulo havia sido arranjando, segundo o costume da época, pelos seus pais, que estavam em idade avançada, a fim de zelar pelo cuidado de Rita,. Embora tivesse o desejo de tornar-se uma irmã consagrada, Rita casou-se com Paolo Mancini, Oficial Comandante da Guarnição de Collegiacone, apelidado de “fiero leone” (leão orgulhoso), em razão de seu gênio impetuoso e forte.
Iniciou-se assim o martírio para Rita! Entre lágrimas e dores, suportava tudo com paciência e docilidade, unindo seu calvário ao de Cristo, fugindo da murmuração e confiando em Deus.
Teve uma vida conjugal difícil devido aos hábitos da nova família e ao caráter violento do marido. Com seu empenho e orações, conseguiu convertê-lo. Viveram anos como camponeses. Após a morte do marido, vítima de assassinato por traição do chefe do feudo, o pai de Paulo, Ferdinando Mancini (sogro de Santa Rita) levou os garotos para lhes ensinar a batalhar a fim de, posteriormente, vingarem a morte do pai. Na hora da batalha, foram pegos em emboscada. Com o objetivo de protegê-los, a santa os enviou para um convento distante. Contudo, as freiras abrigavam leprosos, que transmitiram sua doença aos filhos da Santa, os quais não sobreviveram.
Viúva e sem os filhos, manifesta a vontade de ingressar no mosteiro das irmãs Agostinianas, que só aceitavam jovens solteiras. Ficou muito tempo refugiada na casa dos sogros. Ainda assim, começou a cuidar de doentes de lepra e a curar enfermos.
Então, numa noite, Santa Rita dormia, quando ouviu uma voz chamando: Rita. Rita. Rita.
Ela abriu a porta e estavam ali, Santo Agostinho, São Nicolau e São João Batista. Eles pediram que ela os seguisse e depois de andarem pelas ruas, os santos desapareceram e Rita sentiu um suave empurrão. Ela caiu em êxtase e, quando voltou a si, estava dentro do mosteiro, estando este com as portas trancadas. Então as freiras não lhe puderam negar a entrada. Rita viveu ali por quarenta anos.
Os estigmas em sua testa e sua saúde precária a impediram de se mudar de Cássia. No entanto, diz-se que em 1446 ela queria partir para Roma, para assistir à canonização do pregador agostiniano Nicolau de Tolentino, um de seus santos de devoção. A abadessa se opôs por causa da ferida purulenta em sua testa, mas ela desapareceu na véspera da peregrinação, permitindo que Rita pudesse partir. Ao retornar de Roma, porém, os estigmas reapareceram.
Cinco meses antes da morte de Rita, um dia de inverno com a temperatura frígida e um manto de neve cobria tudo, uma parente lhe foi visitar e antes de ir embora perguntou à Santa se ela desejava alguma coisa, Rita respondeu que teria desejado uma rosa da sua horta. Quando voltou a Roccaporena a parente foi à horta e grande foi a sua surpresa quando viu uma belíssima rosa, a colheu e a levou a Rita .
Assim Santa Rita foi denominada a Santa da “Rosa” e dos impossíveis. Santa Rita antes de fechar os olhos para sempre, teve a visão de Jesus e da Virgem Maria que a convidavam no Paraíso. Uma freira viu a sua alma subir ao céu acompanhada de Anjos e contemporaneamente os sinos da igreja começaram a tocar sozinhos, enquanto um perfume suavíssimo se espalhou por todo o Mosteiro e do seu quarto viram uma luz luminosa como se fosse entrado o Sol. Era o dia 22 de maio de 1457.

## Veneração

### Santidade

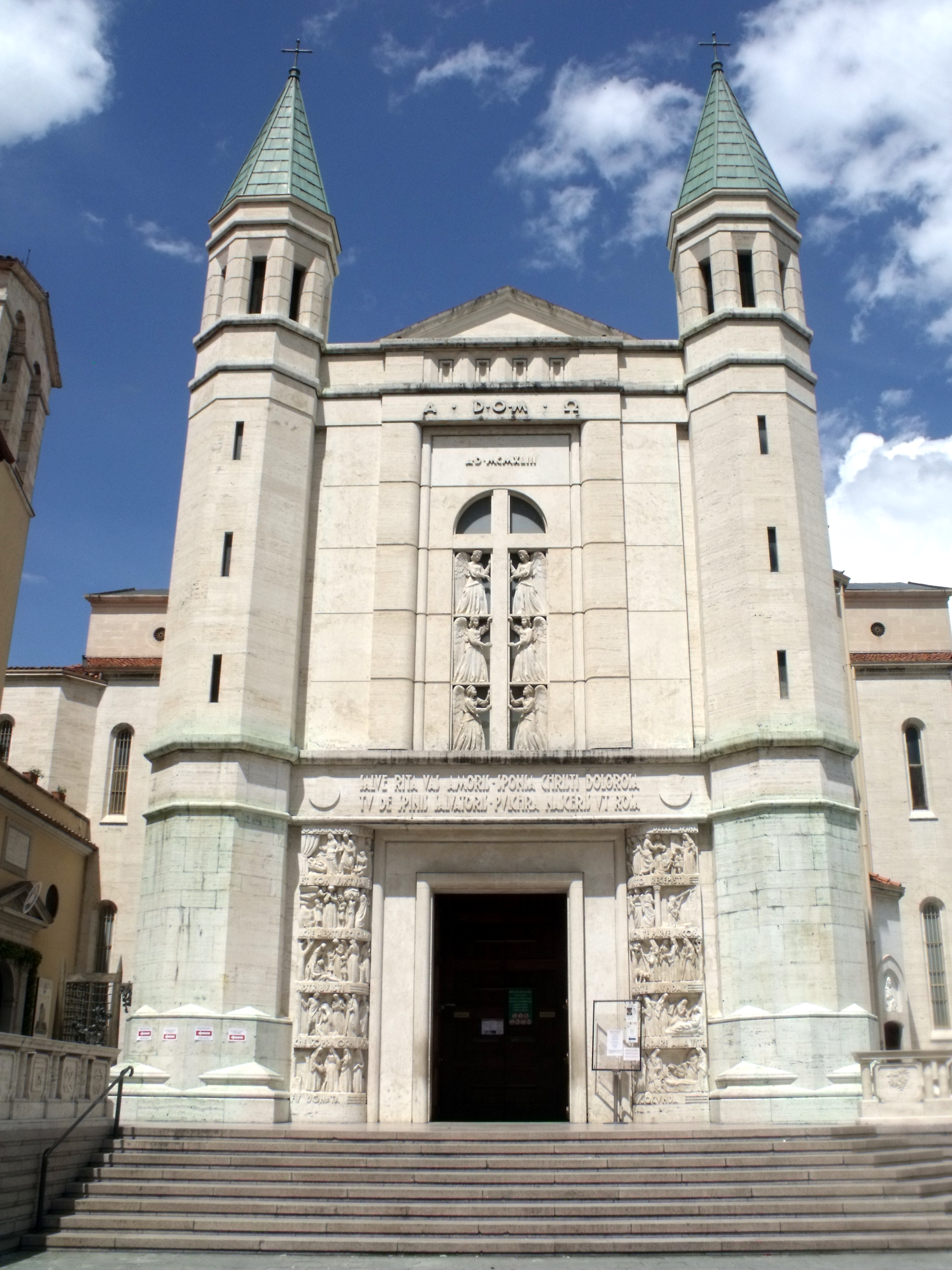
Basílica de Santa Rita em Cascia.

Santa Rita de Cássia foi beatificada 180 anos depois da sua subida aos céus e proclamada Santa após 453 anos da sua morte. Os três milagres necessários que levaram à sua canonização são os seguintes: o perfume agradável que emanava de seu corpo incorruptível; a cura da varíola e a repentina recuperação da visão da jovem Elizabeth Bergamini, que estava há quatro meses no convento de Cássia, pedindo a intercessão da Beata Rita; e, finalmente, a cura completa e repentina de Cosma Pellegrini em 1887, sofrendo de gastroenterite catarral crônica e uma afecção hemorroidária incurável, após ter recebido uma visão da Beata Rita em seu leito de morte .
O corpo de Rita, que permaneceu incorrupto ao longo dos séculos, é venerado hoje no santuário de Cascia, muitas pessoas do mundo todo visitam sua tumba. O corpo está coberto pelo hábito agostiniano costurado pelas freiras do mosteiro, a pedido da abadessa Maria Teresa Fasce, e colocado numa caixa no interior da capela de estilo neobizantino.
Os exames médicos realizados em 1972 e 1997, confirmaram a presença, na zona frontal esquerda, de vestígios de uma lesão óssea aberta, talvez devida a osteomielite, enquanto o pé direito apresenta sinais de uma doença de que sofreu nos últimos anos da sua vida, provavelmente ciática. Tinha 1 metro e 57 cm de altura. O rosto, as mãos e os pés estão mumificados; o resto do corpo, coberto pelo hábito agostiniano, tem a forma de um esqueleto simples. O pintor francês Yves Klein havia se dedicado a ela quando criança. Em 1961, ele criou um Santuário de Santa Rita, que é colocado no Convento de Cássia.

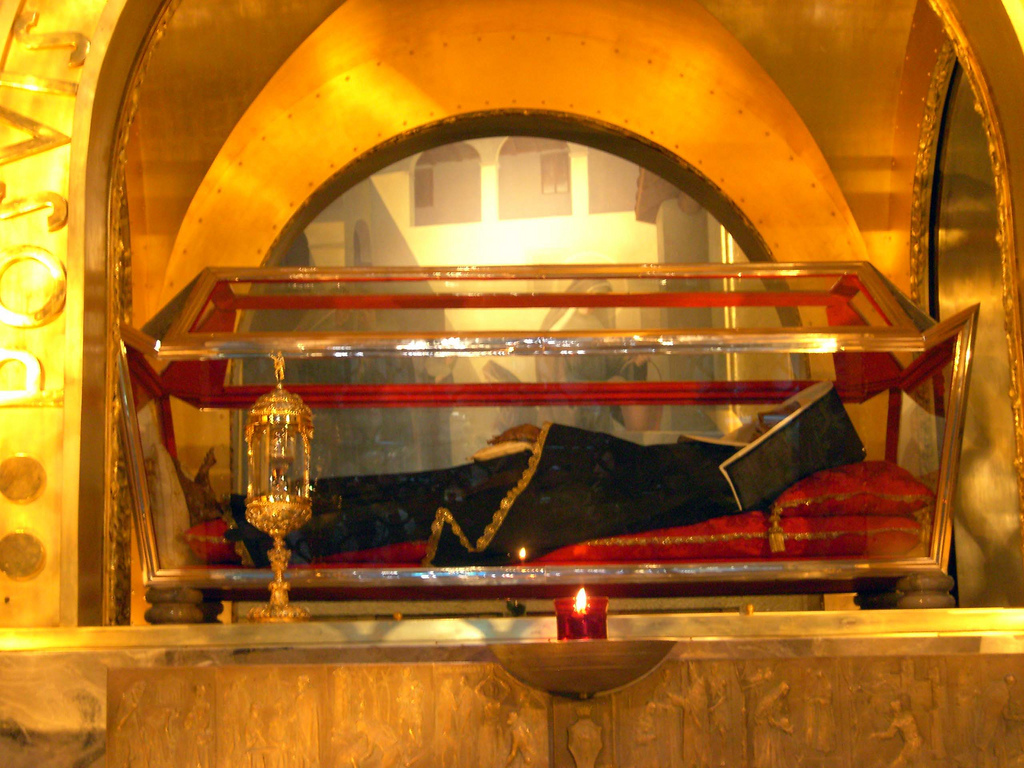
Túmulo de Santa Rita com seu corpo incorrupto na Basílica de Cássia.

No centenário da sua canonização, em 2000, o Papa João Paulo II destacou as suas notáveis qualidades como mulher cristã: ''Rita representou bem o “génio feminino”, vivendo-o intensamente na maternidade, tanto física como espiritual''. 
Esta foi um exemplo de vida religiosa, com suas orações e suas mortificações. Ela se devotou especialmente a cuidar de irmãs doentes e a aconselhar pecadores. Por 14 anos, até sua morte, trouxe na testa um estigma, associando-se, assim, à paixão de Cristo.
São-lhe atribuídos tantos e tão extraordinários milagres que é tida como "advogada das causas perdidas e a santa do impossível". É também protetora absoluta das mães e esposas que sofrem pelos maus-tratos dos maridos.
No Brasil, na cidade de Santa Cruz, Estado do Rio Grande do Norte, está localizada a maior estátua católica do mundo, que representa a Santa Rita de Cássia e foi inaugurada em 26 de junho de 2010.

### Patrocínio

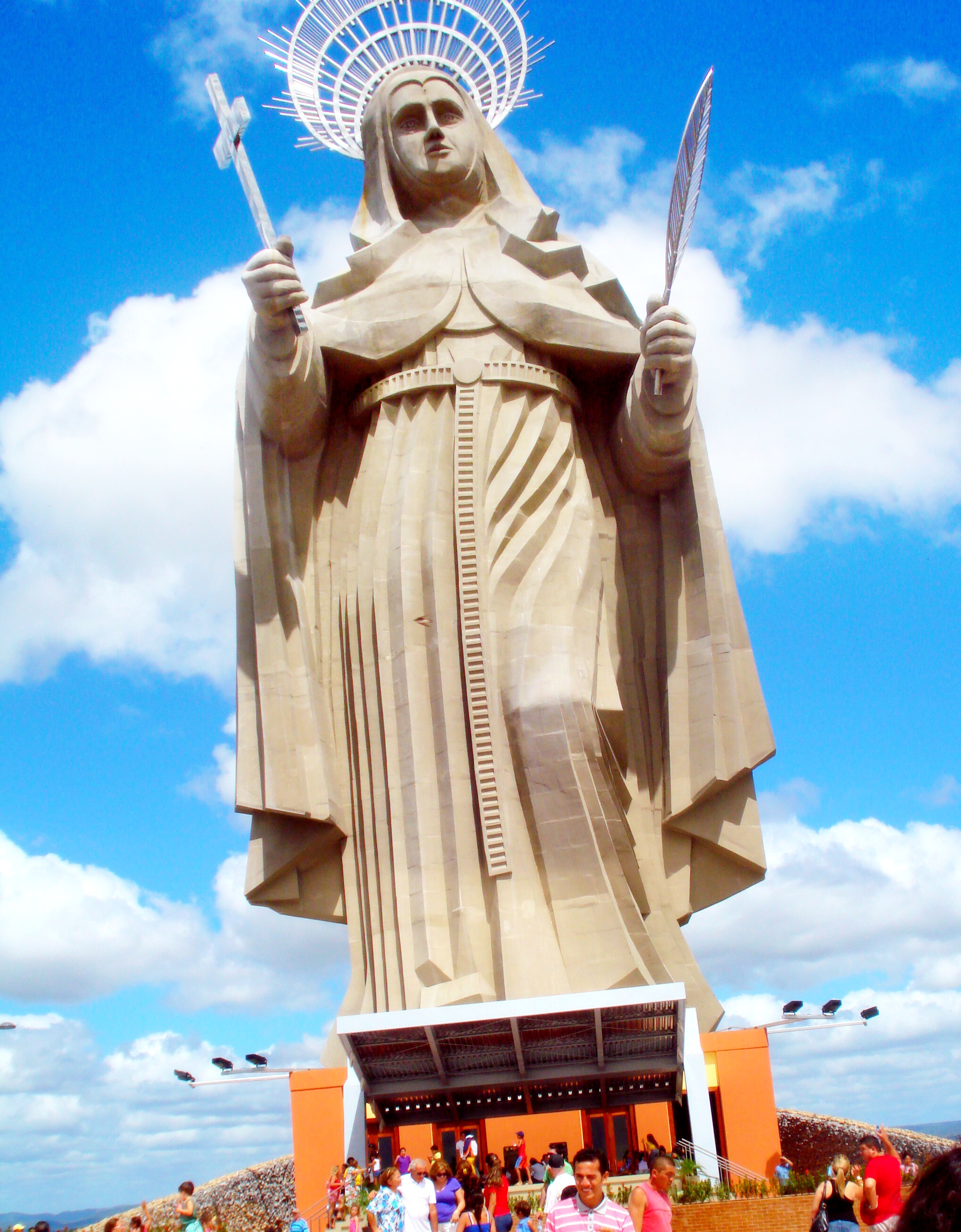
Estátua de Santa Rita de Cássia — a maior estátua católica do mundo, localizada na cidade de Santa Cruz/RN.

Rita adquiriu a reputação, juntamente com Santa Filomena e São Judas Tadeu, de santa das causas impossíveis . Ela também é padroeira da esterilidade, das vítimas de abuso, da solidão, das dificuldades do casal e do casamento, da maternidade, das viúvas, dos doentes, das doenças corporais e das feridas . 
No século XX, um grande santuário foi construído para Rita em Cássia. O santuário e a casa onde Rita nasceu estão entre os locais de peregrinação mais ativos da Úmbria. Os agostinianos mantiveram o corpo incorrupto de Rita ao longo dos séculos, e ele é venerado hoje no santuário de Cássia . Parte de seu rosto foi ligeiramente reparada com cera. Muitas pessoas visitam seu túmulo todos os anos, vindos de todo o mundo. 
O Santuário Nacional de Santa Rita de Cássia, na Filadélfia, Pensilvânia, foi construído em 1907 e é um local popular de peregrinação e devoção.

## Iconografia
Vários símbolos religiosos estão relacionados a Santa Rita. Ela é retratada segurando um espinho (um símbolo de sua penitência e estigmas) ou coroa de espinhos, segurando um grande crucifixo, geralmente com rosas. Ela também pode ter um ferimento na testa .

### A ferida na testa
Quando Rita tinha aproximadamente sessenta anos de idade, ela estava meditando diante de uma imagem de Cristo crucificado. De repente, uma pequena ferida apareceu em sua testa, como se um espinho da coroa que circundava a cabeça de Cristo tivesse se soltado e penetrado sua própria carne. Foi considerado um estigma parcial, e ela carregou esse sinal externo de união com Cristo até sua morte em 1457 .
No momento de sua morte, as irmãs do convento banharam e vestiram seu corpo para o enterro. Elas notaram que o ferimento em sua testa permanecia o mesmo, com gotas de sangue ainda refletindo a luz. Quando seu corpo foi exumado posteriormente, notou-se que o ferimento em sua testa ainda permanecia o mesmo, com a luz brilhante refletida nas gotas de sangue. Seu corpo não mostrava sinais de deterioração. Ao longo de vários anos, seu corpo foi exumado mais duas vezes. Em cada vez, seu corpo parecia o mesmo. Ela foi declarada incorruptível após a terceira exumação. Relíquias foram levadas naquela época, como é o costume na Igreja Católica em preparação para a santidade . 

### Rosas

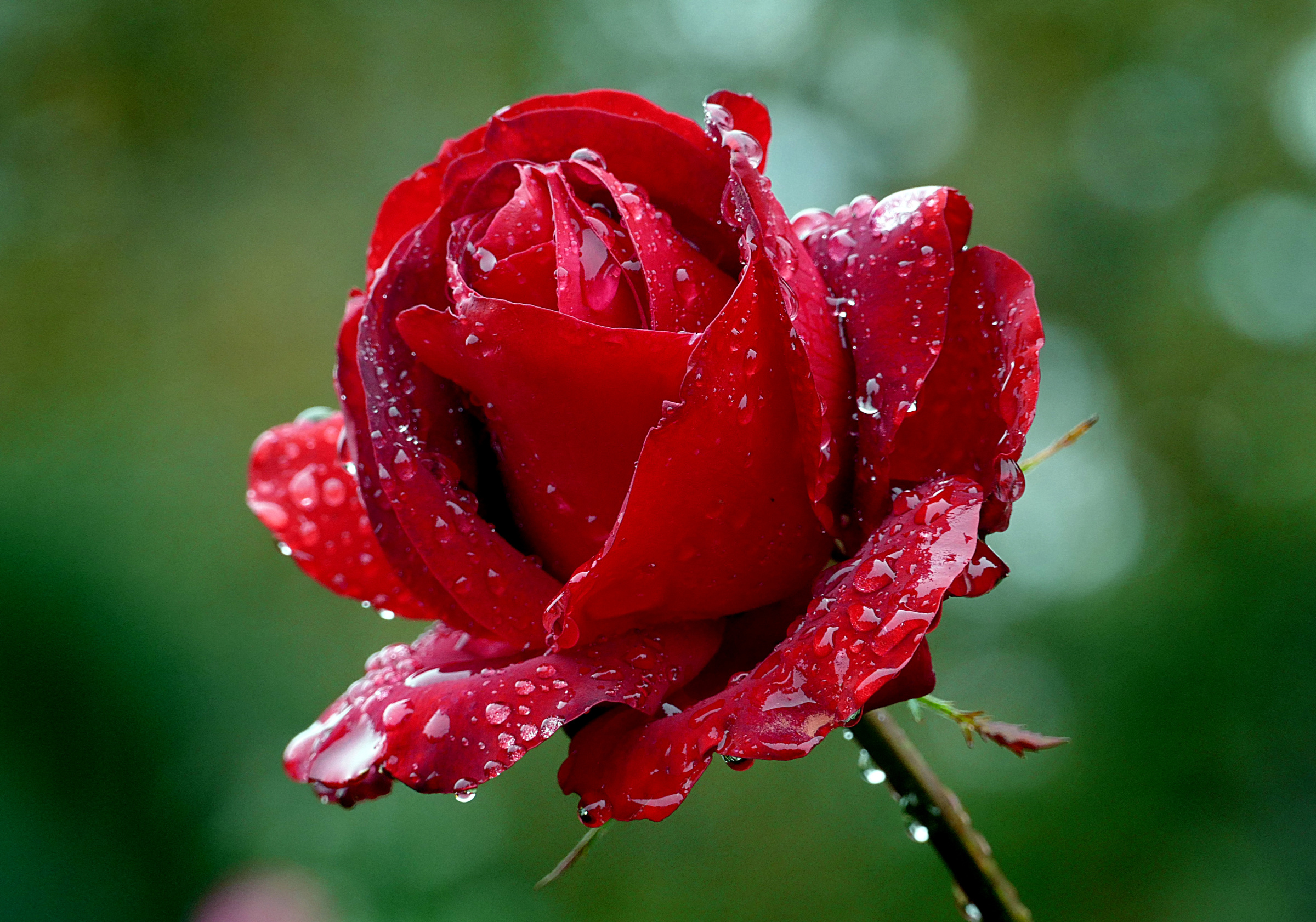
As rosas são um dos maiores simbolos de Santa Rita, igual com Santa Teresinha.

Diz-se que perto do fim de sua vida, Rita estava acamada no convento. Ao visitá-la, um primo que vinha de Roccaporena perguntou-lhe se desejava algo de sua antiga casa. Rita respondeu pedindo uma rosa do jardim. Era janeiro, e sua prima não esperava encontrar uma devido à estação. No entanto, quando sua parente foi à casa, uma única rosa desabrochando foi encontrada no jardim, e sua prima a trouxe de volta para Rita no convento . 
Santa Rita é frequentemente retratada segurando rosas ou com rosas por perto. No dia da sua festa, igrejas e santuários dedicados a Santa Rita oferecem rosas à congregação, que são abençoadas pelo padre durante a missa .

### As abelhas

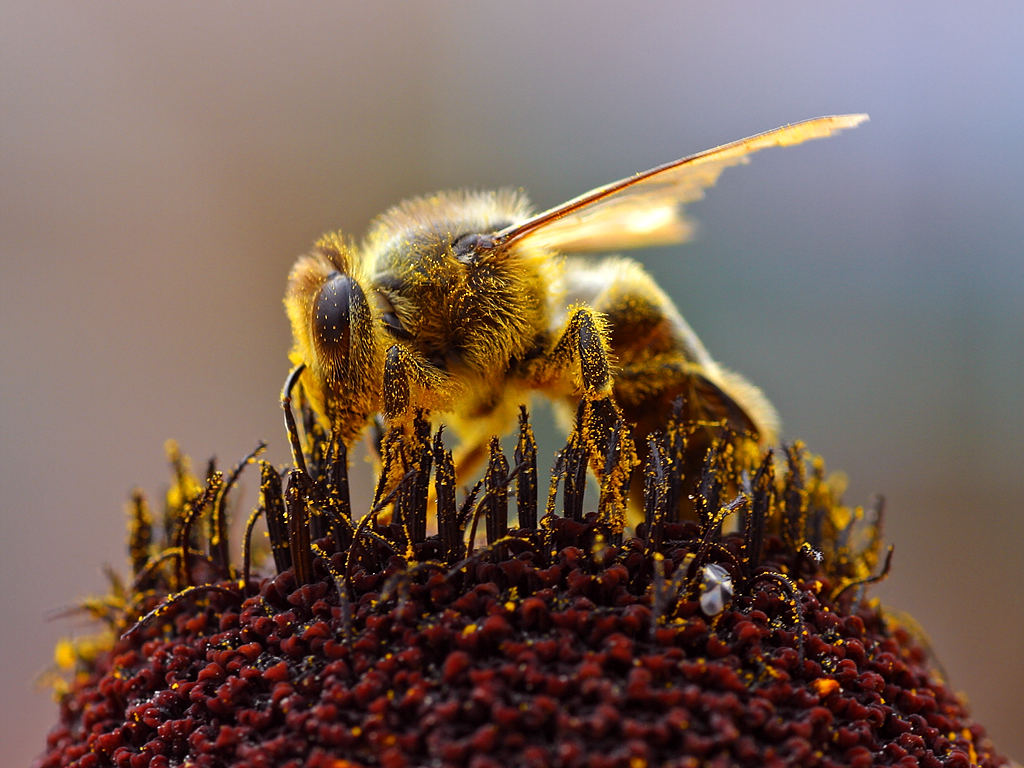
As abelhas também representam a devoção e a presença da santa.

Na igreja paroquial de Laarne, perto de Ghent, Bélgica, há uma estátua de Rita na qual várias abelhas são retratadas. Esta representação se origina da história de seu batismo quando criança. No dia seguinte ao seu batismo, sua família notou um enxame de abelhas brancas voando ao seu redor enquanto ela dormia em seu berço. No entanto, as abelhas entraram e saíram pacificamente de sua boca, a qual depositavam-lhe mel sem causar-lhe nenhum dano ou ferimento. Em vez de ficarem alarmadas por sua segurança, sua família ficou perplexa com essa visão. De acordo com Butler, isso foi interpretado como uma indicação de que a carreira da criança seria marcada pela indústria, virtude e devoção . 
De acordo com seus devotos, as abelhas são como sinais da presença e da intercessão da santa.
Na tradição espiritual, as abelhas e o mel simbolizam a 'suave transformação', um relacionamento íntimo com Deus. Em outras palavras, Deus tinha grande afeto por Rita, cuja doçura superava a do próprio mel.
Em Cássia, até os dias de hoje, um grupo de abelhas brancas, que não possuem ferrão, permanece próximo ao muro da igreja e, por meio de uma pequena abertura, voa em direção ao túmulo de Rita .

## Na cultura popular
O pintor francês Yves Klein dedicou-lhe uma pintura quando criança. Em 1961, ele criou um ex-voto para o Santuário de Santa Rita, que fica no Convento de Cássia .
A cantora francesa Mireille Mathieu adotou Rita como sua padroeira a conselho de sua avó paterna . Em sua autobiografia, Mathieu descreve a compra de uma vela para Rita usando seu último franco. Embora Mathieu afirme que suas orações nem sempre foram atendidas, ela testemunha que elas a inspiraram a se tornar uma mulher forte e determinada . 
Em 1943, foi feito Rita de Cássia, um filme baseado na vida de Rita, estrelado por Elena Zareschi. A história de Rita aumentou em popularidade devido a um filme de 2004 intitulado Santa Rita da Cássia, filmado em Florença, Itália. O último filme alterou os fatos da infância de Rita .
Rita é frequentemente creditada como sendo também a padroeira não oficial do beisebol devido a uma referência feita a ela no filme The Rookie de 2002 .